# جون هاميلتون غراي (سياسي)
جون هاميلتون غراي هو سياسي كندي، ولد في 14 يونيو 1811 في تشارلوت تاون في كندا، وتوفي بنفس المكان في 13 أغسطس 1887. حزبياً، نشط في حزب المحافظين التقدمي لجزيرة الأمير إدوارد. وقد انتخب رئيس وزراء جزيرة الأمير إدوارد ‏.